# Igreja de Deus (Anderson)
A Igreja de Deus (Anderson) é uma associação cristã evangélica não denominacional de Igrejas. Sua sede está localizada em Anderson (Indiana), Estados Unidos. 

## História
A Igreja de Deus (Anderson) teve seu início por volta de 1881 nos EUA, oriundo de uma dissidência da Conferência Geral das Igrejas de Deus (Winebrenner). Em 1917, ela fundou a Universidade Anderson.
Os pioneiros, a princípio, não pretendiam iniciar uma nova denominação, mas sim redescobrir o dinamismo, a genuinidade e a unidade do povo de Deus. Com uma teologia totalmente baseada na Palavra de Deus, passaram a usar o nome de Igreja de Deus, para melhor representar a unidade da família cristã.

### Início no Brasil
O contexto histórico das Igrejas de Deus no Brasil tem relação com a imigração germânica em Santa Catarina e posteriormente recebeu amplo apoio das Igrejas de Deus dos EUA.Desde então plantou congregações em todas as regiões do Brasil e criou inúmeras obras sociais como creches, escolas, hospital, fazenda social e escolas profissionalizantes. Hoje faz parte da Aliança Cristã Evangélica Brasileira.

## Alguns membros notáveis da Igreja de Deus (Anderson)
Charles M. Schulz: cartunista que criou o desenho Snoopy  e muitos outros, e na igreja desenvolveu uma coleção de cartoons intitulados "Pilares Jovens para a Igreja de Deus".
Bill e Gloria Gaither: casal de evangelistas e compositores cristãos, acompanharam por muito tempo Billy Graham em suas cruzadas. São compositores de hinos conhecidos como "Porque vivo está" ("Because He Lives").
Jon Tester: Senador pelo estado de Montana, e presidente do Senado de Montana nos EUA.
Sandi Patty: cantora gospel dos EUA.